# Гальда, Йозеф
Йозеф Яков Гальда (чеш. Josef Jakob Halda; род. 7 декабря 1943) — чешский ботаник.
Работал в Институте ботаники АН ЧССР. Член Чешского ботанического общества с 1987 года. Наряду с изучением флоры Чехии совершил ряд экспедиций в Мексику. Автор ряда работ о систематике родов Пион, Волчеягодник, Хавортия. Опубликовал также ряд популярных книг, из которых наиболее известна «Род Примула в разведении и дикой природе» (англ. The genus Primula in cultivation and the wild; 1992) с иллюстрациями жены учёного Ярмилы Гальдовой.